# Promethium(III)-bromid
Promethium(III)-bromid ist eine chemische Verbindung aus den Elementen Promethium und Brom. Es besitzt die Formel PmBr3 und gehört zur Stoffklasse der Bromide.

## Darstellung
Promethium(III)-bromid entsteht aus Promethium(III)-oxid (Pm2O3) durch Erhitzen im trockenen HBr-Strom.

## Eigenschaften
Kristallines wasserfreies Promethium(III)-bromid ist ein korallenrotes Salz mit einem Schmelzpunkt von 660 °C. Es kristallisiert im orthorhombischen Kristallsystem im PuBr3-Typ mit den Gitterparametern a = 1265 pm, b = 408 pm und c = 912 pm mit vier Formeleinheiten pro Elementarzelle und somit einer berechneten Dichte von 5,45 g·cm−3.

## Sicherheitshinweise
Einstufungen nach der CLP-Verordnung liegen nicht vor, weil diese nur die chemische Gefährlichkeit umfassen und eine völlig untergeordnete Rolle gegenüber den auf der Radioaktivität beruhenden Gefahren spielen. Auch Letzteres gilt nur, wenn es sich um eine dafür relevante Stoffmenge handelt.